# Andre Smith
Pour les articles homonymes, voir Smith.
(en) Statistiques sur pro-football-reference
Andre Smith Jr., né le 25 janvier 1987 à Birmingham en Alabama, est un joueur américain de football américain. Il joue au poste d'offensive tackle pour la franchise des Ravens de Baltimore en National Football League (NFL). 
Sélectionné par les Bengals de Cincinnati au premier tour de la draft 2009 de la NFL, il joue pour eux jusqu'au terme de la saison 2015 et rejoint les Vikings du Minnesota pour la saison 2016. Il revient à Cincinnati en 2017, mais part chez les Cardinals de l'Arizona en 2018. Il n'y reste pas et revient à nouveau à Cincinnati pour la saison 2019.

## Biographie

### Carrière universitaire
Étudiant à l'Université de l'Alabama, il joue pour le Crimson Tide de 2006 à 2008. Il est nommé titulaire au poste de tackle gauche dès sa première saison universitaire. Il remporte en 2008 le trophée Outland remis au meilleur joueur de ligne intérieure en plus d'être sélectionné dans l'équipe All-America. 

### Carrière professionnelle
Il est sélectionné au 6e rang lors du premier tour de la draft 2009 de la NFL par les Bengals de Cincinnati, malgré des performances plus que mitigées lors du combine de la NFL qu'il quitte prématurément sans en avoir averti les officiels.
En négociation pour un contrat, il manque tout le camp d'entraînement et les trois premiers matchs de la pré-saison avant de s'entendre sur un contrat de 4 ans pour 42 millions de dollars. Il se blesse toutefois au pied à l'entraînement et manque plusieurs semaines. Il fait finalement ses débuts sur le terrain durant la semaine 12. La saison suivante, il est nommé titulaire comme tackle droit, mais sa saison est une nouvelle déraillée par une blessure au pied. Il parvient à disputer la saison 2011 sans blessure majeure.
Il prolonge de 3 ans son contrat avec les Bengals en 2013. Après sept saisons avec les Bengals, il rejoint les Vikings du Minnesota pour la saison 2016. Il est nommé tackle droit titulaire pour le début de la saison, mais se blesse au triceps après quatre matchs et doit manquer le restant de la saison. 
Il retourne avec les Bengals lors de la saison 2017. L'année suivante, il rejoint les Cardinals de l'Arizona. Après huit parties, il est libéré par les Cardinals le 26 novembre 2018 après des performances inconstantes de sa part. Trois jours plus tard, il effectue un troisième retour avec les Bengals.
Il commence les cinq premiers matchs de la saison 2019 comme tackle gauche après une blessure de Cordy Glenn, mais il est plus tard remplacé à cause d'une blessure puis est libéré par l'équipe en novembre 2019.